# Quartetto Alban Berg
Il Quartetto Alban Berg è stato un quartetto d'archi fondato a Vienna, in Austria nel 1970, in onore del compositore Alban Berg.

## Membri
| Periodo   | Primo violino  | Secondo violino     | Viola                 | Violoncello    |
| --------- | -------------- | ------------------- | --------------------- | -------------- |
| 1971–1978 | Günter Pichler | Klaus Maetzl † 2016 | Hatto Beyerle         | Valentin Erben |
| 1978–1981 | Günter Pichler | Gerhard Schulz      | Hatto Beyerle         | Valentin Erben |
| 1981–2005 | Günter Pichler | Gerhard Schulz      | Thomas Kakuska † 2005 | Valentin Erben |
| 2005–2008 | Günter Pichler | Gerhard Schulz      | Isabel Charisius      | Valentin Erben |

## Gli inizi
Il Quartetto Alban Berg Quartet fu fondato nel 1970 da quattro giovani professori dell'Accademia di Musica di Vienna e fece il suo debutto alla Wiener Konzerthaus nell'autunno del 1971. La vedova del compositore Alban Berg, Helene, partecipò ad un primo concerto privato dopo il quale diede il consenso al quartetto di usare il nome di suo marito.

## Carriera
Il repertorio del Quartetto era incentrato sui classici viennesi, ma con una forte focalizzazione sul XX secolo. Era l'obiettivo dichiarato del quartetto di comprendere almeno un lavoro moderno in ogni spettacolo. Il loro repertorio spaziava dal primo classicismo, al romanticismo, alla seconda scuola di Vienna (Berg, Schönberg, Webern), Bartók e abbracciava molti compositori contemporanei. Questo ha fu espresso non da ultimo dalle dichiarazioni personali di compositori come Lutosławski e Luciano Berio, dei quali il primo disse: "Personalmente sono in debito con il Quartetto Alban Berg per un evento indimenticabile. L'anno scorso a Vienna hanno suonato il mio quartetto in un modo come non sarà mai eguagliato."
Seguendo un invito di Walter Levin (LaSalle Quartet), il QAB studiò intensamente per gran parte di un anno negli Stati Uniti. Il fulcro delle loro attività in Europa diventarono cicli di concerti annuali alla Wiener Konzerthaus, alla Queen Elizabeth Hall di Londra, alla Alte Oper di Francoforte, al Théâtre des Champs-Élysées di Parigi, alla Kölner Philharmonie di Colonia, all'Opera di Zurigo, come così come i concerti regolari nella maggior parte delle sale e dei luoghi più importanti del mondo (tra cui La Scala, Concertgebow Amsterdam, Berliner Philharmonie, Carnegie Hall, Teatro Colón, Suntory Hall, ecc.) e tutti i maggiori festival musicali come il Berliner Festspiele, il Festival di Edimburgo, l'IRCAM nel Centro Georges Pompidou, il Maggio Musicale Fiorentino e il Festival di Salisburgo. Il QAB è membro onorario della Wiener Konzerthaus e Associate Artist della Royal Festival Hall di Londra.

## Registrazioni
Le registrazioni furono una parte importante del lavoro del Quartetto Alban Berg. Tra i progetti di registrazione più famosi ci sono i quartetti d'archi completi di Beethoven (EMI, che ha venduto più di un milione di copie), Brahms (Teldec ed EMI), l'ultimo Haydn (EMI), l'ultimo Mozart (Teldec ed EMI) e l'ultimo Schubert (EMI), ma il loro repertorio su disco si allargò ulteriormente fino a Mendelssohn, Schumann, Janácek, Stravinskij, Berg, Webern, Bartók, von Einem, Lutosławski, Rihm, Berio, Roman Haubenstock-Ramati fino a Šnitke e oltre. Molti di questi ultimi, compositori contemporanei, hanno scritto opere appositamente dedicate al QAB. Dopo che la EMI pubblicò una registrazione dal vivo del loro debutto alla Carnegie Hall del 1985, il quartetto preferì fare registrazioni dal vivo per gli ultimi 20 anni della sua esistenza. Tra questi c'era, a seguito del loro ciclo originale in studio di Beethoven dalla fine degli anni '70 e primi anni '80, un nuovo ciclo di quartetti d'archi di Beethoven registrato dal vivo al Konzerthaus durante il Festival di Vienna nel 1989 e pubblicato su CD, video e DVD. Il Quartetto Alban Berg ha registrato musica da camera con alcuni dei migliori solisti dell'epoca, compresi i quintetti di pianoforte di Robert Schumann (con Philippe Entremont), Schubert e Brahms (con Elisabeth Leonskaja) e Dvoràk (con Rudolf Buchbinder), il quintetto d'archi di Schubert (con Heinrich Schiff), il quintetto per clarinetto di Brahms (con Sabine Meyer), i quartetti per pianoforte di Mozart e il concerto per pianoforte KV 414 (con Alfred Brendel). Per le sue registrazioni il QAB ha ricevuto più di 30 premi internazionali, tra cui il Grand Prix du Disque, il Deutscher Schallplattenpreis, il Grand Prix giapponese, l'Edison Award e il Gramophone Award. Oltre alla registrazione il QAB ha collaborato regolarmente con artisti come Maurizio Pollini, András Schiff e Tabea Zimmermann.

## Prime mondiali
I compositori che hanno scritto quartetti d'archi per il Quartetto Alban Berg comprendono, in ordine cronologico, Fritz Leitermeyer, Erich Urbanner (Quartetti n. 1 e 4), Roman Haubenstock-Ramati (Quartetti n. 1 e 2), Gottfried von Einem (Quartetto n. 1), Wolfgang Rihm (Quartetto n. 4 e "Requiem per Thomas"), Al'fred Šnitke (Quartetto n. 4), Zbigniew Bargielski ("Les temps ardente"), Luciano Berio ("Notturno") e Kurt Schwertsik ("Adieu Satie").

## Insegnamento
Dal 1993 al 2012 i membri del Quartetto Alban Berg hanno tenuto conferenze al Conservatorio di Colonia in successione al Quartetto Amadeus. Tra i quartetti che hanno studiato con il Quartetto Alban Berg figurano il Cuarteto Casals, lo Schumann Quartett, l'Amber Quartet (Cina), il Fauré Quartet, l'Aviv Quartet, l'Aron quartet, l'Amaryllis Quartet ed in particolare il Belcea Quartet e l'Artemis Quartet.

## Fine del quartetto
Nel 2005 Thomas Kakuska morì di cancro. In accordo con il suo desiderio, il QAB continuò ad esibirsi con Isabel Charisius, una sua allieva. Ma il violoncellista Valentin Erben disse: "C'era una grande lacerazione nei nostri cuori" e il quartetto si ritirò nel 2008. Il concerto in memoria di Thomas Kakuska nella Großer Saal del Wiener Konzerthaus presentò un who's-who della musica classica, compresa un'orchestra di amici e studenti del quartetto. Tra loro c'erano Angelika Kirchschlager, Elisabeth Leonskaja, Erwin Arditti, Magdalena Kozena, Thomas Quasthoff, Helmut Deutsch, Alois Posch, Heinrich Schiff e Sir Simon Rattle; l'orchestra fu diretta da Claudio Abbado. Dopo una tournée di addio in tutto il mondo nel luglio 2008, il QAB concluse la sua carriera.

## Letteratura e film
- DIE ZEIT Klassik-Edition v.16 | Alban Berg Quartett, Hamburg, Die Zeit, 2006, ISBN 3-47602216-1.
- Dieter Rexroth, Rainer Wilker (Editors): Ludwig van Beethoven. The String Quartets. Alban Berg Quartet Alter Oper, Frankfurt, Cologne Philharmonic, and Berliner Festspiele, 1987.
- Franz Schubert: "Death and the Maiden" (with Dietrich Fischer-Dieskau) directed by Bruno Monsaingeon (EMI Records)
- "The Alban Berg Quartett in St. Petersburg 1991" Unitel Classica